# Rhodope
Rhodope (Kölliker, 1847) è un genere di molluschi nudibranchi della famiglia Rhodopidae.

## Tassonomia
Comprende le seguenti specie:
- Rhodope crucispiculata Salvini-Plawen, 1991
- Rhodope marcusi Salvini-Plawen, 1991
- Rhodope placozophagus Cuervo-González, 2017
- Rhodope roskoi Haszprunar & Heß, 2005
- Rhodope rousei Brenzinger, N. G. Wilson & Schrödl, 2011
- Rhodope transtrosa Salvini-Plawen, 1991
- Rhodope veranii Koelliker, 1847 - specie tipo